# Indonesische Superliga 2007
Die Indonesische Superliga 2007 war die Erstauflage dieser Mannschaftsmeisterschaft im Badminton für indonesische Klubteams. Die Finalrunde fand vom 21. Juni bis zum 30. Juni 2007 in Jakarta statt.

## Herrenteams

### Vorrunde
Zehn Teams bestritten eine Vorrunde, fünf wurden direkt für die Finalrunde gesetzt.
Vorrundenteams
- Indocafe Medan
- Ratih, Banten
- Aufa, Jakarta
- Musica Champion, Kudus
- BPKD, Kukar
- Wima, Surabaya
- Mutiara, Bandung
- Kotab Dishub, Bandung
- South Suco, Sulawesi Selatan
- Randik, Sumatra Utara

Gesetzte Teams
- Djarum, Kudus
- Jayaraya, Jakarta
- Suryanaga Gudang Garam, Surabaya
- Tangkas, Jakarta
- Sangkuriang Graha Sarana (SGS) Elektrik, Bandung

### Semifinale
Suryanaga Gudang Garam ( 3–0 ) Tangkas
| Disziplin | Suryanaga                         | Tangkas                                          | Ergebnis            |
| --------- | --------------------------------- | ------------------------------------------------ | ------------------- |
| 1. Einzel | Chen Hong                         | Simon Santoso                                    | 21–17, 21–16        |
| 1. Doppel | Tri Kusharyanto & Alvent Yulianto | Yohan Hadikusumo Wiratama Albertus Susanto Njoto | 15–21, 21–18, 21–11 |
| 2. Einzel | Sony Dwi Kuncoro                  | Alamsyah Yunus                                   | 21–15, 21–18        |

### Finale
Suryanaga Gudang Garam ( 3–2 ) Jawa Timur

## Damenteams

### Vorrunde
Sieben Teams bestritten eine Vorrunde, fünf wurden direkt für die Finalrunde gesetzt.
Vorrundenteams
- Indocafe, Medan
- Ratih, Banten
- Bina Bangsa, Jakarta
- Semen Gresik, Surabaya
- Mutiara, Bandung
- Kotab Dishub, Bandung
- South Suco, Sulawesi Selatan

Gesetzte Teams
- Djarum, Kudus
- Jayaraya, Jakarta
- Suryanaga Gudang Garam, Surabaya
- Tangkas, Jakarta
- Sangkuriang Graha Sarana (SGS) Elektrik, Bandung

### Finale
Tangkas ( 3–2 ) Jayaraya
| Disziplin | Tangkas                        | Jayaraya                               | Ergebnis            |
| --------- | ------------------------------ | -------------------------------------- | ------------------- |
| 1. Einzel | Wang Chen                      | Adriyanti Firdasari                    | 21–19, 22–20        |
| 2. Einzel | Yip Pui Yin                    | Pia Zebadiah                           | 21–23, 21–15, 21–14 |
| 1. Doppel | Jo Novita Endang Nursugianti   | Greysia Polii & Rani Mundiasti         | 20–22, 21–6, 5–21   |
| 3. Einzel | Yuni Kartika                   | Fransisca Ratnasari                    | 13–21, 18–21        |
| 2. Doppel | Liliyana Natsir & Vita Marissa | Nitya Krishinda Maheswari Pia Zebadiah | 21–13, 21–17        |